# The Beat Freaks
The Beat Freaks – polski kwartet jazzowy, założony w Szczecinie w 2015 roku przez gitarzystę Michała Starkiewicza. Zespół zadebiutował w 2016 roku płytą „Leon” wydaną przez duńskie wydawnictwo Gateway. Płyta znalazła się w zestawieniu Mateusza Magierowskiego TOP TEN 2016 w polish-jazz.blogspot. W 2018 roku zespół skomponował i nagrał muzykę do filmu „Rzeźbiarz z kamerą – filmowa pasja Augusta Zamoyskiego” w reżyserii Marcina Giżyckiego, który miał swoją prapremierę z wykonaniem muzyki na żywo na Krakowskim Festiwalu Filmowym. W roku 2019 zespół wziął udział w projekcie finansowanym przez Ministerstwo Kultury i Dziedzictwa Narodowego „Muzyka bez barier”. W październiku 2019 ukazała się studyjna płyta zespołu „Stay Calm”.
W roku 2022 do składu dołączył Flavio Gullotta, który zastąpił na kontrabasie Pawła Grzesiuka. W 2023 roku zespół nagrał trzecią studyjną płytę „The Mechanics of Nature”, która ukazała się 22 kwietnia 2024 roku. W nagraniu wziął udział amerykański trębacz Ralph Alessi.

## Skład[6]
- Michał Starkiewicz – gitara elektryczna
- Tomasz Licak – saksofon tenorowy
- Flavio Gullotta – kontrabas / gitara basowa
- Radek Wośko – perkusja

## Dyskografia
| Rok  | Tytuł |
| ---- | --- |
| 2016 | Leon Wydawca: Gateway Data premiery: 6 października 2016                                                                 |
| 2018 | Rzeźbiarz z kamerą – filmowa pasja Augusta Zamoyskiego Wydawca: AMS Data premiery: 1 czerwca 2018 (tylko wersja cyfrowa) |
| 2019 | Stay Calm Wydawca: AMS Data premiery: 7 października 2019                                                                |
| 2024 | Mechanics of Nature Wydawca: Jazz Generator Data premiery: 22 kwietnia 2024                                              |